# Egon Voss
Egon Voss (* 7. November 1938 in Magdeburg) ist ein deutscher Musikwissenschaftler, der besonders für seine Beiträge zur Richard-Wagner-Forschung bekannt ist.

## Leben und Wirken
Voss studierte Musikwissenschaft und Germanistik an den Universitäten in Detmold, Kiel, Münster und Saarbrücken. 1968 erfolgte seine Promotion. Langjährig fungierte er als Mitarbeiter und Editionsleiter der Wagner-Gesamtausgabe.
Voss gab nicht nur eine Reihe von Werken und Lebensdokumenten Wagners, Bachs und Schumanns heraus, sondern war auch sonst in der Erforschung der Geschichte des Musiktheaters aktiv.

## Bücher
- Richard Wagner – Dokumentarbiographie, München: Goldmann 1982
- Wagner und kein Ende. Studien und Betrachtungen, Zürich: Atlantis 1996
- Bachs Konzerte. Ein musikalischer Werkführer C.H. Beck Wissen – Musik, München 2006
- Richard Wagner C.H. Beck Wissen – Musik, München 2012

## Aufsätze
- Zu Beethovens Klaviersonate As-dur op. 110, in: Die Musikforschung, Bd. 23 (1970), S. 256–267
- Beethovens „Eroica“ und die Gattung der Sinfonie, in: Bericht über den Internationalen Musikwissenschaftlichen Kongress (1971), S. 600–603
- Zur Frage der Wiederholung von Scherzo und Trio in Beethovens fünfter Sinfonie, in: Die Musikforschung, Bd. 33 (1980), S. 195–199
- Ein unbekannter Komponist? Zur neuen Richard-Wagner-Gesamtausgabe, in: NZ Neue Zeitschrift für Musik, Band 144 (1983), S. 34f.
- Ergebnisse und Aufgaben der Wagnerforschung, in: Bericht über den Internationalen Musikwissenschaftlichen Kongress Bayreuth 1981 (1984), S. 437–439
- Überall die andaurende Trommete von Händels Ruhm. Eine Betrachtung über den Erfolg des „Messias“, in: NZ Neue Zeitschrift für Musik, Band 146 (1985), S. 5–9
- Ein Emigrant im eigenen Land. Karl Amadeus Hartmann zum achtzigsten Geburtstag, in: NZ, Bd. 146 (1985), 7/8, S. 64–65
- Auch eine Unvollendete. Richard Wagners wiederaufgefundenes Sinfonie-Fragment in E-Dur WWV 35, in: NZ, Bd. 149 (1988), 11, S. 14–18
- Wagner und Bruckner. Ihre persönliche Beziehung anhand der überlieferten Zeugnisse, in: Anton Bruckner. Studien zu Werk und Wirkung. Walter Wiora zum 30. Dezember 1986, hrsg. von Christoph-Hellmut Mahling, Tutzing 1988, S. 230
- Schwierigkeiten im Umgang mit dem Ballett „Die Geschöpfe des Prometheus“ von Salvatore Viganò und Ludwig van Beethoven, in: Archiv für Musikwissenschaft, Jg. 53 (1996), S. 21–40
- Wagner-Zitate in Bruckners Dritter Sinfonie? Ein Beitrag zum Begriff des Zitats in der Musik, in: Die Musikforschung, Jg. 49 (1996), S. 403–406
- Die „schwarze und die weiße Flagge“. Zur Entstehung von Wagners „Tristan“, in: Archiv für Musikwissenschaft, Jg. 54 (1997), S. 210–227
- Einflüsse Rossinis und Bellinis auf das Werk Wagners, in: Richard Wagner und seine „Lehrmeister“. Bericht der Tagung am Musikwissenschaftlichen Institut der Johannes-Gutenberg-Universität Mainz, 6./7. Juni 1997. Egon Voss zum 60. Geburtstag, hrsg. von Christoph-Hellmut Mahling und Kristina Pfarr, Mainz 1999, S. 95–118
- Krise der Symphonie um 1850: ja oder nein? Was spricht gegen die These von Carl Dahlhaus und was dafür?, in: Aspekte historischer und systematischer Musikforschung (2002), S. 9–18
- Versagt die Musikwissenschaft vor der Musik Richard Wagners?, in: Der „Komponist“ Richard Wagner im Blick der aktuellen Musikwissenschaft. Symposion Würzburg 2000, hrsg. von Ulrich Konrad und Egon Voss, Wiesbaden 2003, S. 15–24
- Sprechen über Musik – Richard Wagner, in: Musik und Verstehen (2004), S. 123–131
- „Oper im Kirchengewande.“ Zur Rezeption von Verdis „Requiem“ im deutschen Sprachraum, in: Das Bild der italienischen Oper in Deutschland (2004), S. 191–199
- Prima e seconda prattica? Beethovens Musik für Bläser und ihre Position im Gesamtwerk, in: Die Musikforschung, Jg. 58 (2005), S. 353–360
- Zwischen Partitur und Aufführungsmaterial oder: Opernedition und Werkbegriff (Wagner), in: Opernedition (2005), S. 123–131
- Die klassische Symphonie. Haydns Londoner Symphonien im Überblick, in: Haydns Londoner Symphonien (2007), S. 23–38
- Sozialismus und „freie Entwicklung der Kunst“. Karl Amadeus Hartmann und seine Oper „Simplicius Simplicissimus“, in: Musik-Konzepte, Bd. 147 (2010), S. 82–97
- „So pocht das Schicksal an die Pforte!“ Überlegungen zu Anton Schindlers Äußerungen über den Beginn von Beethovens 5. Symphonie, in: Bonner Beethoven-Studien, Bd. 11 (2014), S. 185–191

## Notenausgaben
- Richard Wagner, Die Meistersinger von Nürnberg, Mainz: Schott 1979, 1983, 1987 (= Wagner-Gesamtausgabe, Band 9)
- Ludwig van Beethoven, Kammermusik mit Blasinstrumenten, München: Henle 2008 (= Neue Beethoven-Gesamtausgabe, Abteilung 6, Band 1)